# Musée des cosaques de Zaporijjia
Le musée des cosaques de Zaporijjia  (en ukrainien : Рівненський обласний краєзнавчий музей) de Zaporijjia.

## Historique
Voulu depuis les années 1980, il est inauguré le 14 octobre 1983 puis remanié en 1990 comme musée d'histoire des cosaques. Fermé en 2016, il est en travaux depuis 2011.
Il est installé dans la resserve naturelle avec vue sur le barrage, il jouxte un tumulus.
Sa collection regroupe plus de 32 000 objets.

## Images

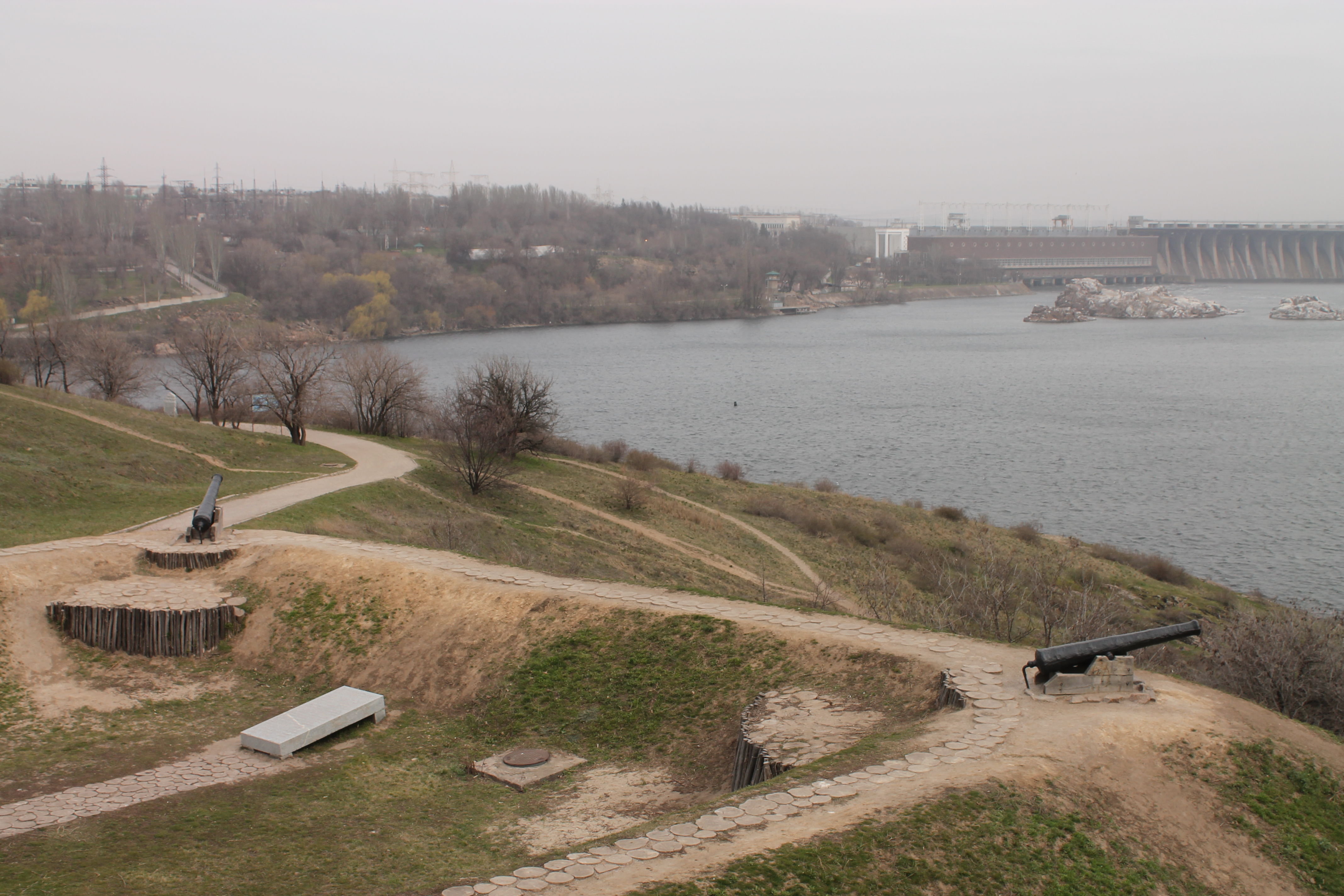
Vers le barrage DniproHES.
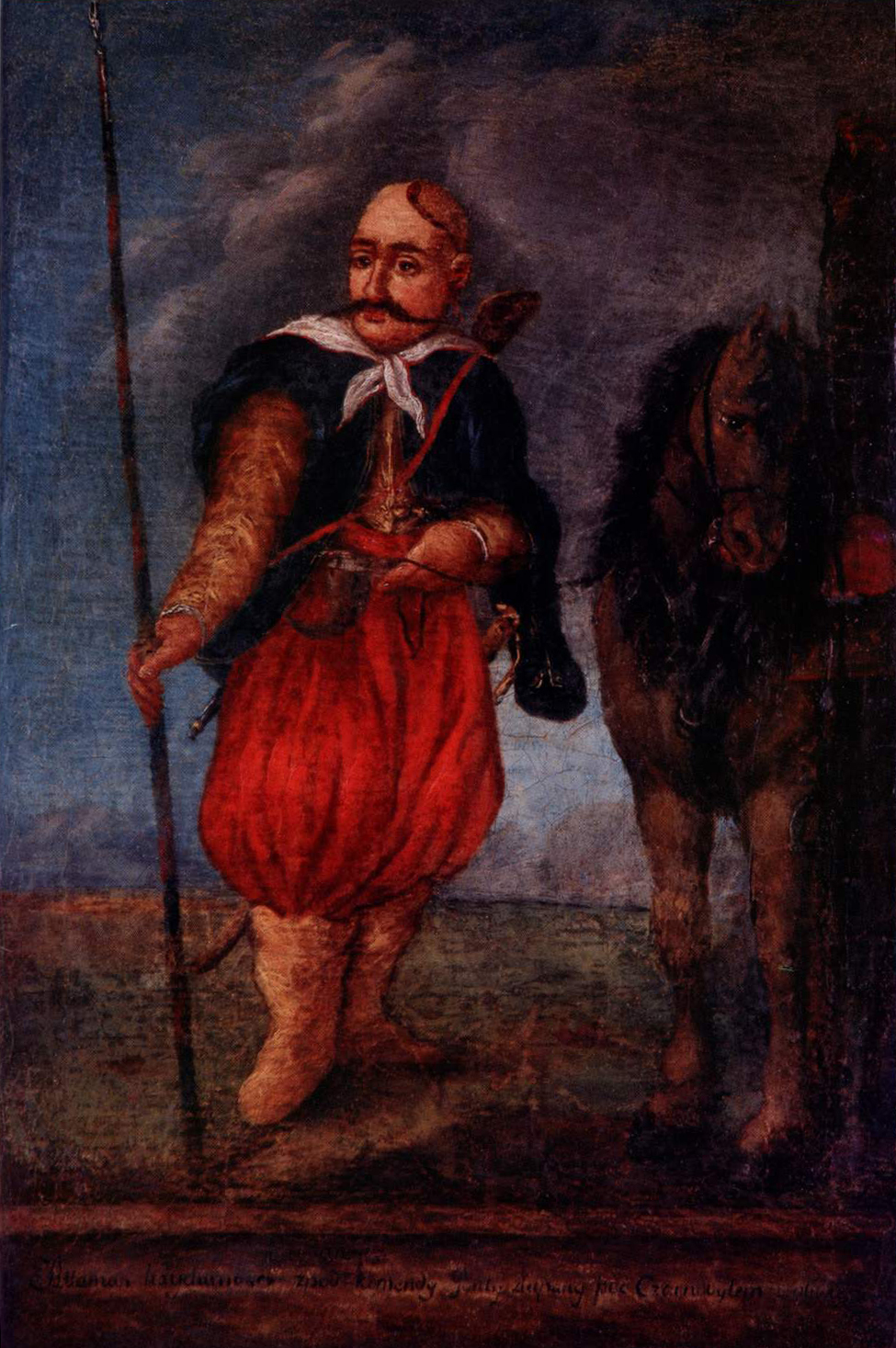
Ivan Bondarenko peinture anonyme.
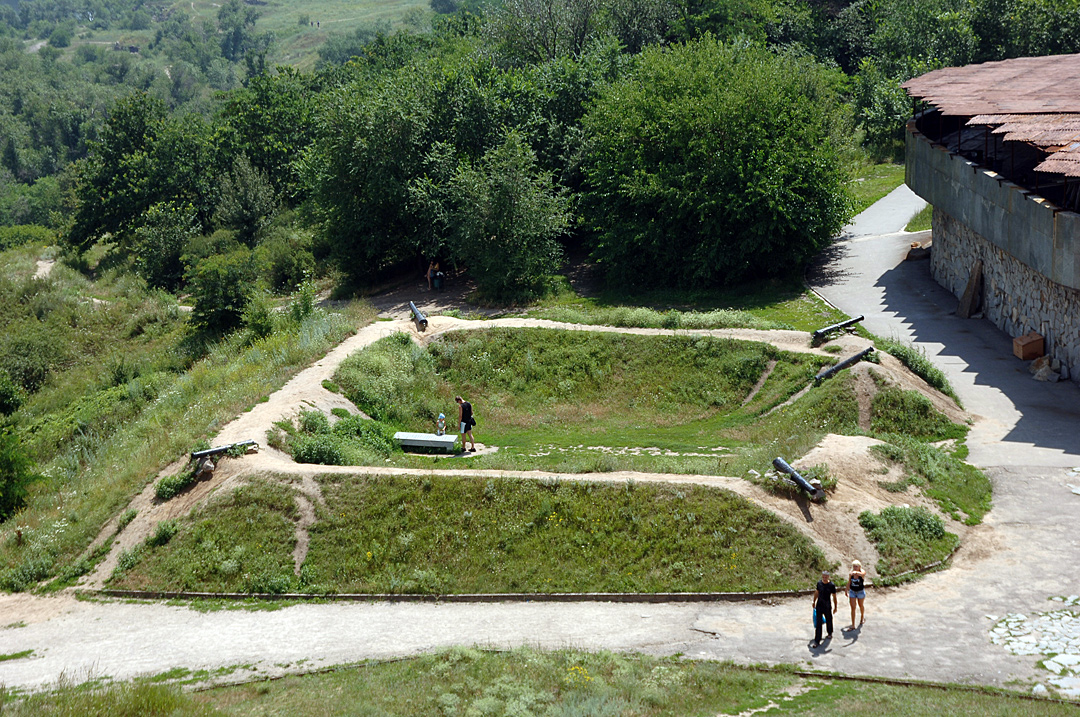
retranchement.
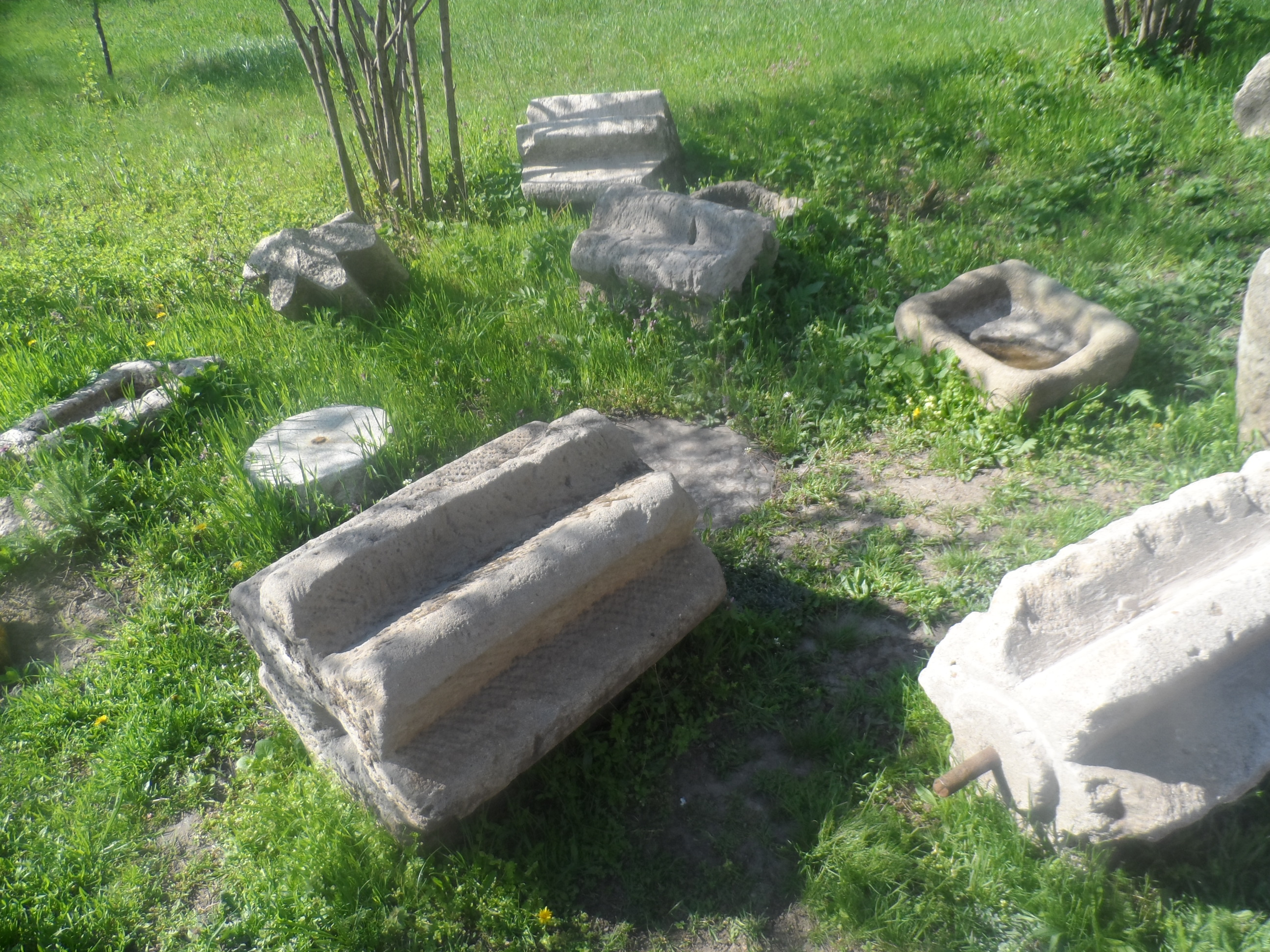
En extérieur.
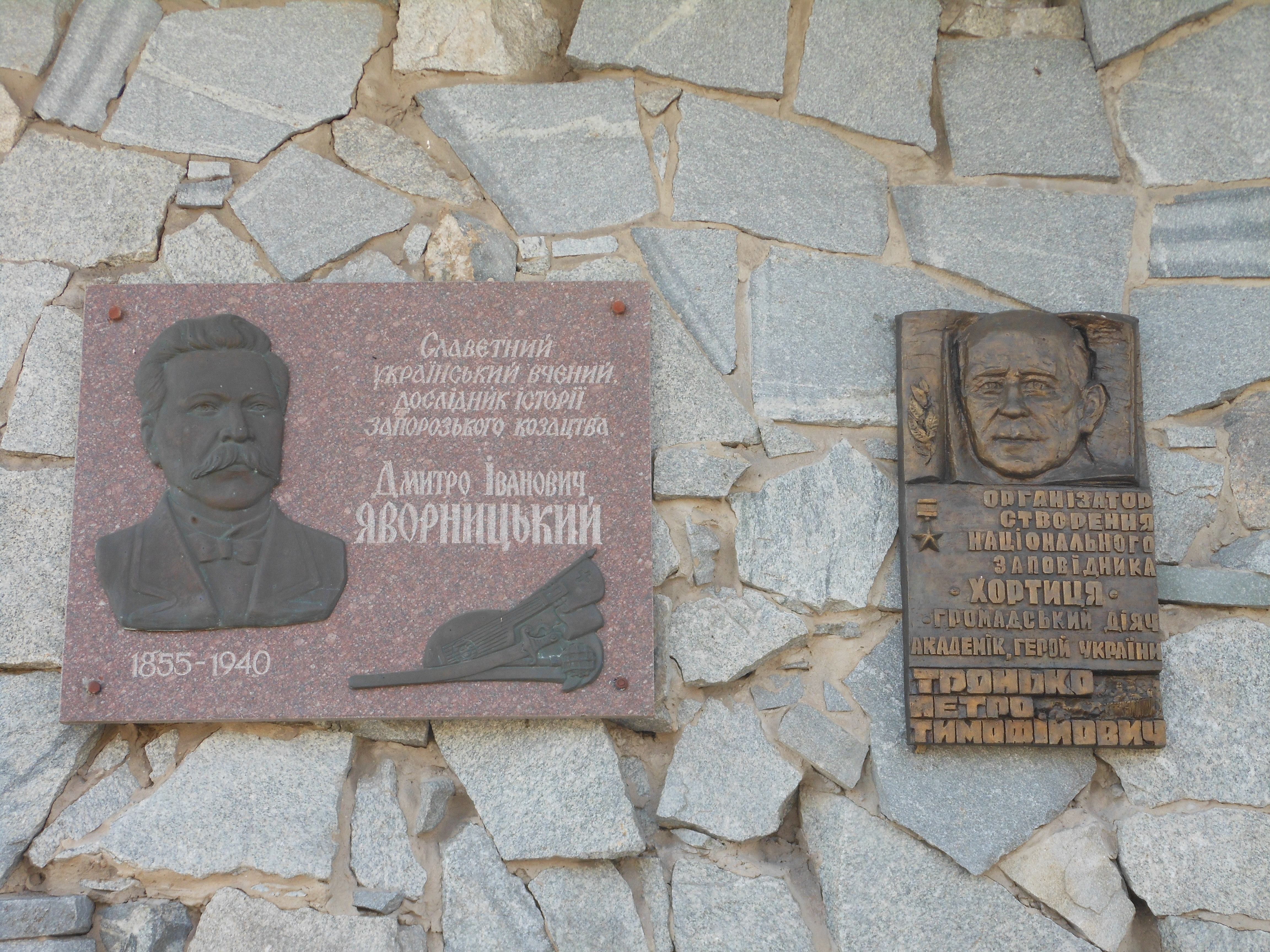
Plaque en la mémoire de Dmytro Yavornytsky à gauche et Petro Tronko.
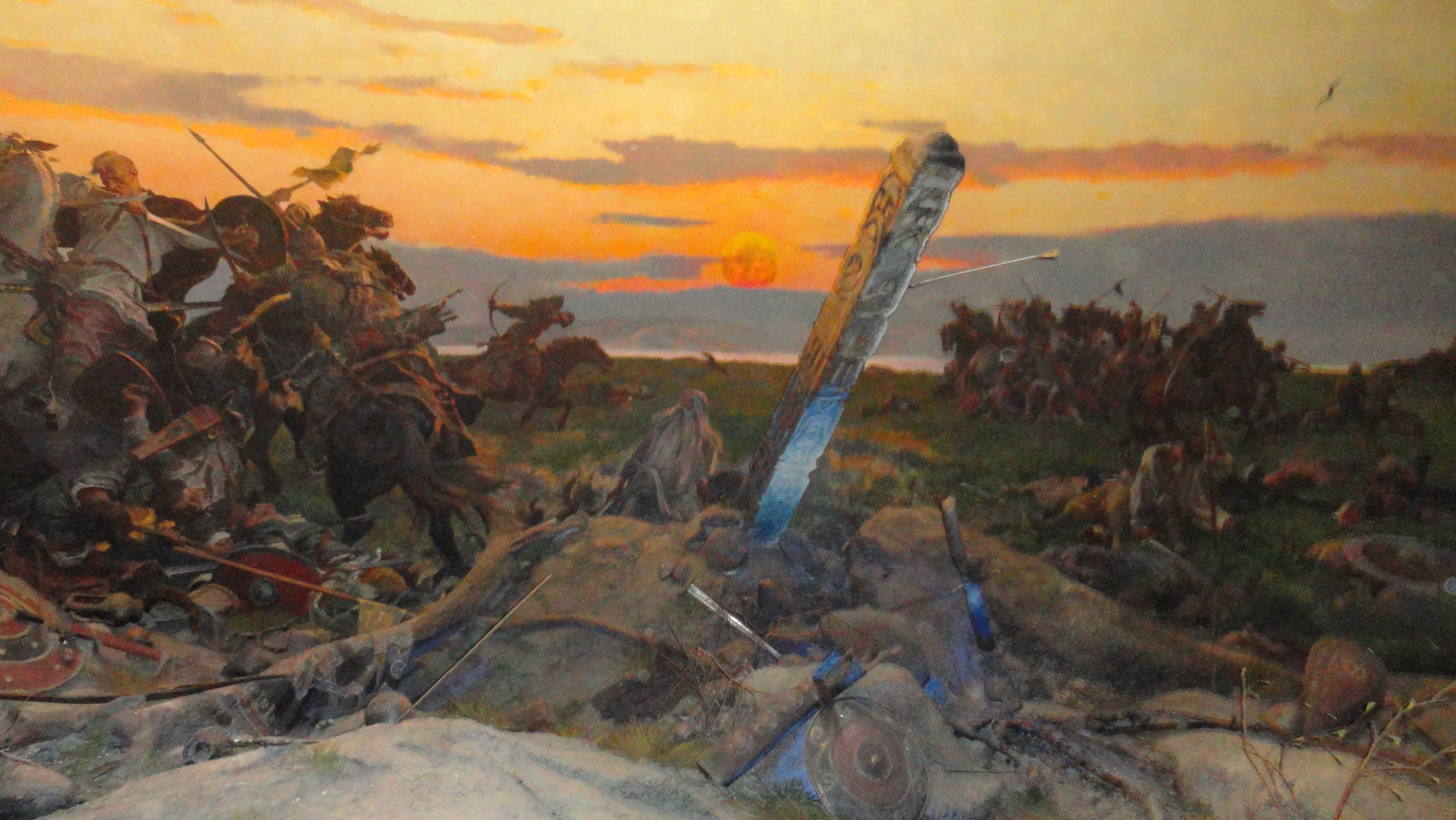
Partie d'un diaporama avec Sviatoslav Ier.